# Sonate K. 39
Pour les articles homonymes, voir K39.
La sonate K. 39 (L.391) en la majeur est une œuvre pour clavier du compositeur italien Domenico Scarlatti.

## Présentation
La sonate K. 39 en la majeur est notée Allegro (parfois Presto). Elle fait partie des sonates publiées par Thomas Roseingrave en 1739. La parenté thématique avec la sonate K. 24 démontre l'antériorité de la pièce aux Essercizi per gravicembalo.

## Manuscrit et édition
La sonate est publiée comme numéro 39 de l'édition Roseingrave (Londres, 1739) avec les sonates K. 13 à 42 ; une copie manuscrite est dans Vienne G 5.

## Interprètes
La sonate K. 39 est défendue au piano par Vladimir Horowitz (1964, Sony), Christian Zacharias (1979, EMI), Dubravka Tomšič Srebotnjak (1987, Grosse Meister), Zhu Xiao-Mei (1995), Michael Lewin (1995, Naxos, vol. 2) ; au clavecin par Scott Ross (1985, Erato).

## Sources
: document utilisé comme source pour la rédaction de cet article.
- Ralph Kirkpatrick (trad. de l'anglais par Dennis Collins), Domenico Scarlatti, Paris, Lattès, coll. « Musique et Musiciens », 1982 (1re éd. 1953 (en)), 493 p. (OCLC 954954205, BNF 34689181).
- Alain de Chambure, « Domenico Scarlatti : Intégrale des sonates — Scott Ross », p. 204, Erato (2564-62092-2), 1985 (OCLC 891183737) .